# Le Breil-sur-Mérize
Le Breil-sur-Mérize – miejscowość i gmina we Francji, w regionie Kraj Loary, w departamencie Sarthe.
Według danych na rok 1990 gminę zamieszkiwało 1079 osób, a gęstość zaludnienia wynosiła 59 osób/km² (wśród 1504 gmin Kraju Loary Le Breil-sur-Mérize plasuje się na 543. miejscu pod względem liczby ludności, natomiast pod względem powierzchni na miejscu 626.).